# بارك هانغ سيو
بارك هانغ سيو (4 يناير 1959 بمحافظة سانتشونغ في كوريا الجنوبية - ) هو مدرب كرة قدم ولاعب كرة قدم كوري جنوبي في مركز الوسط. شارك مع منتخب كوريا الجنوبية تحت 20 سنة لكرة القدم ومنتخب كوريا الجنوبية لكرة القدم. أما مع النوادي، فقد لعب مع نادي سول ونادي سانغجو ‏.

## وصلات خارجية
- بارك هانغ سيو على موقع دوري كوريا الجنوبية (الإنجليزية)
- بارك هانغ سيو على موقع قاعدة بيانات كرة القدم.إي يو (الإنجليزية)
- بارك هانغ سيو على موقع ناشيونال فوتبول تيمز (الإنجليزية)
- بارك هانغ سيو على موقع Soccerway.com (الإنجليزية)